# Anna-Theresa Korbutt
Anna-Theresa Korbutt (geb. 1979 in Gdańsk in Polen) ist eine deutsche Managerin und seit dem 1. April 2021 Teil der Geschäftsführung des Hamburger Verkehrsverbunds (HVV).

## Leben
Korbutt studierte Betriebswirtschaft und International Economics an der Universität Paderborn.
Von 2004 bis 2012 arbeitete sie in verschiedenen Stabs-, Strategie- und Marketingfunktionen bei der Deutschen Bahn AG. Es folgten Stationen bei der BLS AG in der Schweiz sowie bei der ÖBB-Holding, wo sie zuletzt die Konzernstrategie und Unternehmensentwicklung leitete. 2017 übernahm sie gemeinsam mit Josef Berner die interimistische Geschäftsführung des Logistikunternehmens Q Logistics, einem Joint Venture der ÖBB und Quehenberger Logistics, und wirkte dort 2018/2019 als kaufmännische Geschäftsführerin weiter. Anschließend war sie Geschäftsführerin der BEXity GmbH in Wien, bevor sie im April 2020 aus der Geschäftsführung ausschied.
Zurück in Deutschland trat sie zum 1. April 2021 in die Geschäftsführung des HVV ein. Sie pendelt zwischen Wien und Hamburg und ihr Lebensmittelpunkt liegt in Wien.

## Wirken
Als HVV-Geschäftsführerin betreibt Korbutt die Weiterentwicklung des Verbunds. In ihre Amtszeit fallen Initiativen zur Marken- und Angebotsmodernisierung des Verbunds, darunter neue digitale Angebote und Kommunikationsstrukturen. Sie treibt die Digitalisierung des Tarifsystems mit dem Check-in/Check-out-Produkt „hvv Any“ voran.
In Interviews positionierte sie den HVV u. a. zur Bewältigung des 9-Euro-Tickets und der Klimaneutralitätsziele bis 2030. 2025 sprach sie sich öffentlich für eine verlässliche Finanzierung und eine Preisanpassung des Deutschlandtickets aus.
Im August 2025 wurde sie vom Fahrgastverband Pro Bahn als mögliche Nachfolgerin des DB-Vorstandsvorsitzenden Richard Lutz ins Gespräch gebracht.